# 伊河 (內格羅河支流)
33°6′50″S 57°6′46″W / 33.11389°S 57.11278°W

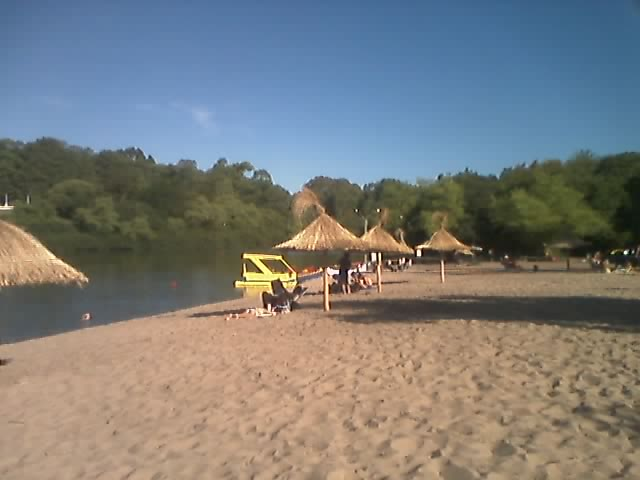

伊河（西班牙語：Río Yí），是烏拉圭的河流，屬於內格羅河的支流，河道全長210公里，流域面積12,600平方公里，發源自塞羅查托附近，是杜拉斯諾省和佛羅里達省的分界線。